# ファイアーエムブレム 暗黒竜と光の剣
『ファイアーエムブレム 暗黒竜と光の剣』（ファイアーエムブレム あんこくりゅうとひかりのけん）は、任天堂より1990年4月20日に発売されたファミリーコンピュータ用シミュレーションロールプレイングゲーム。ファイアーエムブレムシリーズ第一作目である。
なお、本項では必要に応じて『暗黒竜と光の剣』『新・暗黒竜と光の剣』をそれぞれ『暗黒竜』『新・暗黒竜』と略記する。

## 概要
シリーズの第一作にして、シリーズ全ての基礎を築いた作品。他にもSLGRPGの先駆であると共に、キャラゲーとしてメディアミックス展開を広げた先駆でもある。
これまでの戦略シミュレーションゲームではユニット(個々の部隊や兵士)は単なる駒にすぎなかったが、味方と一部敵で顔が表示されるなどキャラクター性を高めた。また、キャラクターが戦いで死亡すると原則として生き返らないシビアなゲームシステムや重厚なファンタジーシナリオが話題を呼んだ。発売当初はソフトの値崩れが激しく不評であったが、発売半年後に一部のライターが好意的に取り入れたり、遊んだゲームプレイヤーの口コミでファン層を増やした作品でもある。
本作品が発売された当時は、ゲーム画面を一切出さず「ファイアーエムブレムのテーマ」にのせて、中世騎士の格好をした一団が唱和するという、一風変わったTVCMが放送された。同様の趣向は『ファミコンウォーズ』や『ゼルダの伝説 神々のトライフォース』などでもみられた。
『暗黒竜』のソフトに同梱されたアンケートハガキを任天堂に送ると、『小学館 任天堂公式ガイドブック ファイアーエムブレム百科』か『任天堂オリジナルマリオトランプ』の2択で賞品が当たる懸賞があった。
本作は日本のみで発売されていたが、2020年12月4日に、新規にローカライズされた日本国外版『Fire Emblem: Shadow Dragon & the Blade of Light』がNintendo Switch用ソフトとして初めて発売された。日本版にない要素として、ユニットの移動速度を速める機能や任意箇所でのセーブ機能などが追加されている。

## ゲーム内容
本作で既にファイアーエムブレムシリーズの骨子となるシステムは完成しており、後の作品でも概ねこの作品に倣っている。

### 後のシリーズに継承されていない要素

#### 計算関連
戦闘による計算式の変更
本作では攻速（速さ－武器の重さ）が1以上上回っていれば追撃(再攻撃)ができる。システムが『暗黒竜』を元にした『紋章の謎』を含め、以降の作品では3-5上回っていないと追撃できなくなった。(本作では後のシリーズでいう「追撃」という用語は使われておらず、「再攻撃」と呼ばれている。)
本作では必殺回避率が存在しない。このため戦闘においては必殺の一撃が出る可能性が常にある。

#### ユニット関連
敵に止めを刺せなかった場合の経験値が敵にダメージを与えたポイント数による入り方
これによって攻撃力の高いユニット、高LVユニット、上級職ユニットでも経験値の入り方が大きい半面、攻撃力の低いユニットには経験値の入り方が少ないため、以降の作品ではどのユニットでも一律に入り、高LVユニットや上級職ユニットには経験値の入り方に制限が加えられている。
僧侶系のユニットは杖を使うことでは経験値を得られず、敵から攻撃されることでその敵を倒した際と同等の経験値を得ること
このシステムは、遊び慣れていない人には育成が非常に困難、慣れた人には仲間にしたマップでLV20まで育成ができるという大きな差があるため、以後使われていない。
敵盗賊ユニットに宝を盗まれた場合について
『暗黒竜と光の剣』では敵の盗賊に宝を盗まれた場合、取り戻す手段が存在しない。以降の作品では盗まれたアイテムは倒せばドロップする、盗み返すことができるなど、ある程度見直された。(宝箱に入っている金を盗まれたり、複数のアイテムが盗まれたりした場合などは、そうではない場合もある。)

#### 成長率関連
0パーセントの成長率
一部のキャラクターに最大4つあり、また盗賊キャラクターの武器レベルはLVが上がっても全く上昇しない。以降の作品では最低1パーセントを超える設定になっている。
敵ユニットの運
全ての敵ユニットの運のパラメーターが存在していない、ゆえにデビル系の武器で自爆することはない（闘技場の敵は運が存在するという報告もある）。『外伝』までは運の数値は魔法回避率と必殺率に関わるパラメータであり、『紋章の謎』以降は必殺回避率の概念が設定され運の数値が使われることになったことから、『外伝』以降強敵限定に運の数値が設定されている。
全キャラクターの魔法防御のパラメーターが上昇しない、魔法防御が一律0
ガトー（魔法防御7）を除いたキャラクターの魔法防御は一律０である。LVが上がったりクラスチェンジしても全く上昇しない。このパラメーターを上げるには、一時的に魔法防御が上がるアイテムや杖、または永久に強化するアイテム「魔よけ」を使用しなければいけないが、『紋章の謎』以降から、この要素が改定されている。敵の魔法防御も一律0なので、速さの数値によっては魔道士系がかなり有利であるため、以降の作品では調整されている。

#### マップ関連
マップシステム
本作では敵フェイズ時にもカーソルが見える。回復の効果を持つ地形について、『暗黒竜』ではその場所に立っても何も表示されないが、『外伝』では光のエフェクトによる回復の合図、『紋章の謎』以降はHPゲージで回復が表示され、解りやすくなっている。
進撃準備の仕様
進撃準備では出撃するキャラクターの選択、マップや敵と味方キャラの能力の確認のみができ、初期配置位置の入れ替えやアイテム交換などはできず、必ず出撃数の上限までユニットを選択しなければマップが始められない。以降の作品では緩和されて出来ることが増えている。
味方ターンフェイズ時に画面が暗転する仕様が、以降の作品では削除されている。8章のある手順から9章に起こる「影武者部隊」のバグ技がある。
1回行動した後に待機
本作は「武器を渡した後に即待機」「武器を装備した後に待機」というシステムである。以降の作品では「武器を受け渡し後に、そばに敵がいた場合攻撃ができる」など出来ることが緩和されている。
ゲーム・コマンドの表示変更
ターン数を知るには「しょじきん」のコマンドから見る。以降の作品では「状況」のコマンドに変更になった。ターン数の最大表示が『暗黒竜』では最大255までであったが、『外伝』以降の作品999ターン以上表示されるようになった。
闘技場
対戦相手を倒すことができれば賞金と経験値が得られる施設。本作は戦いの決定前に敵のクラスを知ることはできず、負けた場合キャラは失われる。ゲームが進み、良いアイテムを入手したり、賞金額から対戦相手を予想できれば、弱点を突いて戦うことは可能（例、アーマーナイトにアーマーキラーを装備して対戦する）。星のオーブを持ってメリクルレイピアやグラディウスなどを装備して対戦すれば、貴重な武器の強度を減らさず戦える。本作では持ち込んだ武器の強度が対戦中に無くなったら、後述のキャンセルが出るまで無抵抗状態になる(以降の作品では緩和されている)。
トライアングルアタックを使用することが可能。2人でもできる裏技があるうえに、ペガサスナイト三姉妹全員の成長率が良く非常に戦いやすいが、以降の作品では全く使えなくなっている。
味方、敵合わせて10ターン経っても勝負がつかない限り、途中でのキャンセルは効かない。以降の作品では戦闘の途中で「ターン開始前にキャンセル(降参)」ができるようになった。
預かり所
本作ではマップにある預かり所に入ると手数料10Gを払ってアイテムを預けられ、どのマップの預かり所でも引き出せる。預けられるアイテムは最大40個のみ。1ユニットしか入れないため持ち物整理にターン数を消費するが、以降の作品ではたくさん預けられる「輸送隊」という形でユニット選択画面でのアイテム受け渡しや整理、手数料が無料、戦闘マップ時に主人公や1部のシリーズではそれに準じたユニットから最大4人に受け渡しができるようになった。
通常の店と秘密の店
武器屋や道具屋、秘密の店などで要らなくなったものを売ることは全くできない。「捨てる」のコマンドで無くすしかないが、以降の作品では要らなくなった物が売れるようになった。
秘密の店は、『紋章の謎』では一部の武器、杖などのアイテムが変更されている。
全部の店共通で、アイテムを購入する時、そのユニットの持ち物上限(4個)を超える場合、アイテムを減らさないかぎり売ってもらえないが、以降の作品では、上限を超えるアイテムは輸送隊に送られるようになった。

#### システム関連
オープニング、エンディングでのメッセージが『暗黒竜』では英語だったが、以降の日本版の作品では日本語になっている。

#### アイテム関連
アイテム「盗賊の鍵」
盗賊のみ使用可能なアイテムで扉/跳ね橋の鍵と同じ効果。入手場所が限られている。以降の作品では鍵が無くても盗賊が宝箱、扉、跳ね橋などの仕掛けを外せるようになった。
アイテム欄
本作のアイテムの表記は名前と使用回数のみである。以降の作品ではアイテムの横に武器や杖、アイテムのアイコンも表示されるようになった。さらに『暗黒竜』では、敵の武器には強度がないが、以降の作品ではアイテムシステムが異なる『外伝』、一部のユニットやラストボスなどを除いた敵の持つ武器に強度がつき、パラメーターにも表示されるようになった。
アイテムの所有数は武器、道具合わせて4つのみである。以降の作品では『外伝』を除いた作品でより多く持つことができるようになった。

#### 武器関連
「メリクルレイピア」
『暗黒竜』での「メリクル」はマルス専用のレイピアの一種で、LVUP時にパラメーターが2ポイント上がる能力がある。『紋章の謎』では「メリクルソード」に変更され、マルス以外でも剣使いなら誰でも使用可能、獲得経験値が2倍という効果になり、LVUP時にパラメーター2ポイントアップに近い能力は星のオーブや星のかけらに移行した。重量は『暗黒竜』と比べて重く変更されている。
魔法の仕様
魔道書はアイテムの持つ固定の攻撃力でダメージを与え、杖はアイテムの持つ固定の回復値のみで回復ができる。以降の作品では、魔力にアイテムの持つ数値を加算する形で攻撃や回復ができるようになっている。
攻撃魔法・ウォームの性能が変更。『暗黒竜』では射程1〜2で味方でも使用可能な通常の魔道書である。『紋章の謎』では敵専用武器限定で射程が3〜10に変更。
ハマーンの杖は、通常の武器および杖の強度を回復できる。アカネイアの三種の神器とエクスカリバー、オーラの書は回復できない。

#### 特定キャラクターユニット関連
シューターの性能、戦闘グラフィック、仕様
本作の職種の一つであるシューターは射程が2の戦車ユニットである。『紋章の謎』では射程が大きく変更され、敵専用ユニットで「動かない長射程武器」に変更になった。武器の名称は変わっていない。『紋章の謎』では他に、『暗黒竜』に登場するシューターのジェイクとベックが削除され、室内戦ではシューターではなく遠距離魔法を使う魔道士系に変更された。戦闘グラフィックは、『暗黒竜』『紋章の謎』共に全5種類ある武器毎に固有のグラフィックとアニメーションがある。
マムクートとメディウスの仕様
本作では竜石の強度が無制限であり、射程は1である。以降の作品では味方キャラクターの竜石には強度がついた。使用回数も『紋章の謎』以降かなり少なくなっている。あるアイテムを使うとバヌトゥとチキの守備力が99になる裏技がある。ちなみに、火竜、魔竜、神竜の戦闘グラフィックが『暗黒竜』『紋章の謎』『新・暗黒竜』の3作品で全く形状が一致しない。
本作の魔竜は「魔法攻撃」に対して「攻撃封じ」の能力がある。以降の作品では、この能力は魔道士系に対する調整と、『紋章の謎』ではある条件で味方キャラクターのなかで、このユニットになれる者がいるために削除された。しかし、『紋章の謎』では射程が2に変更され、さらに魔法防御も高めなので、依然魔道士系が若干不利になっている。
メディウスに関しては、『暗黒竜』では守備力修正が非常に高く、「間接攻撃を封じる能力」と魔法攻撃に対して「攻撃封じ」の能力がある。『紋章の謎』ではメディウス以外の地竜が登場することもあり、ダメージ半減の能力が追加された。しかしそのかわりに、守備力修正と間接攻撃および魔法を封じる能力が削除され（ただし、暗黒戦争編では魔法が無効）、魔法攻撃と間接攻撃のキャラも攻撃に参加できるようになったが、射程2となったことで、違う意味で難易度が上がっている。
マルスの戦闘グラフィックとファルシオンの性能
マルスの戦闘グラフィックはレイピア系、レイピア系必殺、剣系、剣系必殺、サンダーソード、ファルシオンの6種類。『紋章の謎』でも継続になっているが、グラフィックは全て一新されている。また、『暗黒竜』『紋章の謎』の戦闘グラフィックから『大乱闘スマッシュブラザーズシリーズ』に登場するマルスのモーションを作成している。
ファルシオンは、アニメーションオフにしてもオン状態になる仕様とマムクートによる「ブレス攻撃以外の直接攻撃を封じる能力」が以降の作品では削除され、重量も『暗黒竜』と比べてかなり重くなっている。ほかに、戦闘グラフィックも『暗黒竜』『紋章の謎』共通して「剣に光を集める演出」があるが、グラフィックだけが変更されている。

#### ストーリー関連
ストーリー設定および言語の変更
『暗黒竜』におけるストーリーはシンプルな「勧善懲悪」な内容であったが、『紋章の謎』以降はさまざまな設定が追加される。『暗黒竜』には名前がなかった「タリス王」が「モスティン」、「グルニア王」が「ルイ」という名前が追加、『紋章の謎』から追加になった「アカネイアの初代国王・アドラ一世」「マルスの曾祖父・マルセレス」「マケドニアの初代国王・アイオテ」などの人物が多数増える。国名も「アカネイア王国」が「アカネイア聖王国」変更。『暗黒竜』の戦争名が「暗黒戦争」、『紋章の謎』第2部の戦争名が「英雄戦争」という名前に変更され、ストーリーに幅が広がった。

#### キャラクター関連
公式イラストの変更、味方キャラクターの顔グラフィックが同じ
マルス、シーダ、ペガサスナイト三姉妹の服装はギリシャ神話風のデザインであったが、以降の作品では中世ヨーロッパ風に変更されている。ほかに、一部のキャラクターが美形になったり、髪型や髪色が変更されているキャラクターもいる。
味方キャラクターのなかには、2人以上顔グラフィックが同じであったが『、以降の作品では味方キャラクターの顔グラフィックに差別化をしている。

#### 設定関連
アカネイア大陸・ファイアーエムブレムの設定と形状の変更
設定が「覇者の証」から「紋章の盾」に変更。これによって、ファイアーエムブレム入手後に『暗黒竜』ではマルスの名前の側に表示される緑の盾形状の「印」が、「盾」に変更し、アイテム欄と名前の横に「盾のアイコン」が表示される。そのため、戦闘グラフィックも『暗黒竜』では最初から盾を装備していたが、『紋章の謎』では「ファイアーエムブレム」入手後に盾を装備している。
それ以外の変更点は、ファイアーエムブレム 紋章の謎#ゲームシステム、ファイアーエムブレム 新・暗黒竜と光の剣#ゲームシステムを参照。

### クラス
ユニットの特性については、ファイアーエムブレム#ユニット・兵種を参照。クラスの後の（）内表記は『暗黒竜』『紋章の謎』の戦闘画面などでの略記。最大LVは全クラス共通で20である。最大ステータスはHPと移動力と魔防以外は20、HPは52、移動力は12である。また、魔防は最大7で、以降の作品と違って、まよけを使うことでしか魔防を上げることができない。Mシールドを使用してからまよけを使用すると、バグでまよけが消費されずに魔防が永久的に7のままになるバグがある。
また、クラスチェンジについては『紋章の謎』以降の作品同様に下級職レベル10以上で可能であるが、『紋章の謎』以降の作品と違いクラスチェンジ時の能力の上昇がそれぞれの上級クラスに定められた基本ステータスに引き上げられるようになっている。例えば、上級クラスの力の基本値が10であったとし、クラスチェンジ時に力が5であれば5上がり、12であればその値のまま上がらない。このため、低レベルでクラスチェンジしても能力が大幅に引き上げられるというメリットがある。

#### 下位クラス
ソシアルナイト（Sナイト）
鎧を纏った馬を自由自在に操り、移動力に優れる。使用できる武器は剣と槍。
アーマーナイト（Aナイト）
重い甲冑を着けた騎士。守備力に優れるが移動力に劣る。使用できる武器は剣と槍。なお、『暗黒竜』では上位クラスへのクラスチェンジは出来ない。
ペガサスナイト（Pナイト）
天馬・ペガサスに乗った騎士。素早さと移動力に優れる。使用できる武器は剣と槍。しかし、弓の攻撃にはお粗末なほど弱い。
傭兵
使用できる武器は剣。戦闘のプロとして各地に現れる。技と素早さに優れ、必殺の一撃を得意としているユニット。
戦士
斧を持って戦う、辺境の国の部族。力は強いが、守備力が乏しい。『暗黒竜』では上位クラスへのクラスチェンジは出来ない。
海賊
戦士と同様、斧を使う。『暗黒竜』では上位クラスへのクラスチェンジはできない。最大の特徴として歩兵ユニットで唯一、海上を渡ることが出来る。
アーチャー
鎧をまとった弓兵で、ハンターよりも力はないが守りが堅い。ただし、移動力が低い。
ハンター
軽装備の弓兵で、アーチャーとは違い山などの地形でも進入して戦うことが出来る。力はあるが、守備力が低い。『暗黒竜』では上位クラスへのクラスチェンジは出来ない。
ホースメン
馬に乗った弓兵で、機動力に優れる。一撃離脱を得意とするが、上位クラスへのクラスチェンジは出来ない。
魔道士
魔法が攻撃手段のユニット。『暗黒竜』では力/魔力のパラメータにより威力が増加されることはなく、魔法に固有の威力値でダメージを与える。
僧侶
杖を使用できるユニット。攻撃はいっさい出来ないが、『暗黒竜』では敵からダメージを受けると「○○のこうげきをたえきった!」と表示され、経験値を得ることが出来る。

#### 上位クラス
パラディン
使用する武器は剣と槍。経験を積んだソシアルナイトがクラスチェンジし、ソシアルナイトよりも一回り優れている。
ドラゴンナイト（Dナイト）
使用する武器は剣と槍。経験を積んだペガサスナイトがクラスチェンジし、弓以外の武器に対しては圧倒的な強さを誇る。
勇者
使用する武器は剣。経験を積んだ傭兵がクラスチェンジする。傭兵のパワーアップ版。
スナイパー
使用する武器は弓。経験を積んだアーチャーがクラスチェンジする。アーチャー系では最強。
司祭
使用する武器は魔法と杖。経験を積んだ魔道士、僧侶がクラスチェンジする。ただし、杖を使用しても経験値は得られない。

#### 特殊クラス
すべてクラスチェンジ不可能。
盗賊
使用する武器は剣。戦闘力は乏しいが、宝箱を開ける能力を持っている。
将軍
使用する武器は剣。極めて高い攻撃力と守備力を併せ持つ。
シューター
射程が2の専用武器を使用する戦車。投石器から火炎放射など数々の兵器を使いこなし、攻撃力と守備力は高いが移動力は4と低い。
コマンド
使用する武器は剣。ほかのユニットに変身して戦うことができる。変身時には経験値が入らず、レベルを上げるためには変身せずに戦わねばならない。
マムクート
『暗黒竜』ではマップ上では人の姿のままであり、戦闘画面で竜に変身する。竜石の使用回数に制限はない。神竜石はチキのみが使える。火竜石は『紋章の謎』とは違い、バヌトゥ専用でありチキは使用出来ない。
ロード
主人公マルスのクラス。使用する武器は剣。あるアイテムを入手することで盗賊同様に宝箱が開けられるようになる。

## 設定

### ストーリー
地竜王メディウスと勇者アンリとの戦いから100年後、突如復活したメディウスにより、アカネイア大陸は戦乱の時を迎える。アンリが建国したアリティアも、メディウス率いるドルーア帝国とその連合軍によって滅ぼされてしまった。王子であるマルスは姉のエリスの助けによって辺境の国のタリスへと亡命するも、エリスはドルーア帝国に味方する魔道士ガーネフによってさらわれてしまう。
2年後、マルス達アリティアの戦士たちはタリス城の海賊襲撃をきっかけにドルーア帝国を打破するべく、そして愛する姉を取り戻すべく立ち上がるのであった。

### 各章のあらすじ
各章はいきなり会話からスタートするものが多く、ストーリーの説明も後に章毎にプロローグがついた『紋章の謎』と比べて簡易なものになっている。なお『紋章の謎』ではマップやキャラクターが一部削除された影響で一部の登場キャラクターが異なっている。
MAP1「マルスのたびだち」
アリティア王国からタリス王国へ落ち延びたマルス。マルスとアリティア騎士団が砦に滞在していた時、ペガサスに乗ってタリス城から来たシーダが「ガルダの海賊の襲撃にあい、タリス城が落とされそうになる」と助力を求めてきた。マルス、シーダ、アリティア騎士団は共に城へと向かい、この戦いをきっかけとしてドルーア軍および連合国に対しての戦いの火蓋が切られる。旅立ちの前、タリス王はマルスに対し、仲間を探して共に戦うことが大切であると話す。
MAP2「ガルダのかいぞく」
タリスからの援軍である傭兵・オグマ隊長を始めとした戦士達と共にオレルアンに向かうマルス達。その途上でガルダの港に蔓延る海賊たちの討伐を行う。
MAP3「デビルマウンテン」
ガルダの村長の依頼で、オレルアンへの道のりを前に、山賊・サムシアンに攫われたシスター・レナの救出に向かうアリティア軍。その頃、レナはサムシアンを裏切ったジュリアンと共に脱出し、サムシアンからの追撃を受けていた。
MAP4「そうげんのたたかい」
オレルアン王国に入ったアリティア軍。オレルアン軍と合流するためには、迫る騎兵隊を撃破し進まなければならない。ゲームの進み方次第ではマルスの親友と出会うこともある。
MAP5「オレルアンのせんしたち」
村長からオレルアンのハーディン隊長のために託された銀の剣を携え、オレルアン城下まで辿り着く。しかし砦にいるオレルアン軍とニーナ姫のもとに突き進むアリティア軍の前には、さらなるドルーア連合軍が立ちはだかっていた。
MAP6「ファイアーエムブレム」
アリティア軍はオレルアン城の城内戦に突入した。制圧後、マルスはアカネイアの王女・ニーナと謁見。ニーナはアカネイア王家の証でもある覇者の証・ファイアーエムブレムをマルスに託すのだった。
MAP7「レフカンディのわな」
レフカンディではハーマイン将軍とマケドニアの王女・ミネルバがアリティア軍を待ち受けていたが、作戦に納得がいかないミネルバは、途中で部下のペガサスナイト三姉妹と共に撤退する。ハーマイン将軍を撃破後、マムクートの歴史、そしてマルスの先祖であるアンリの伝説を軍師モロドフから語られる。
MAP8「みなとまちワーレン」
ワーレンの港町に着いたアリティア軍だが、周りにはグルニアの大軍が集結していた。傭兵・シーザとラディの案内でワーレンからの脱出に挑む。
MAP9「ペラティのかりゅう」
ワーレンから逃げ延びたアリティア軍。ところが、東方のペラティ王国には火竜族のマムクート・マヌーが待ち構えていた。マヌーを撃破後、マケドニア白騎士団のカチュアが現れ、マケドニアの第一王女・ミネルバが計画している反乱のため、ドルーア軍の人質になっている第二王女・マリアの開放をマルスに求めた。
MAP10「プリンセス・ミネルバ」
人質になっているマリアを救出するため、マルス達はディールの要塞に向かう。救出前にアリティア軍の様子を伺う女性竜騎士。マリア救出後に女性竜騎士はマケドニアの王女・ミネルバと名乗り、ドルーア軍とそれに加担している兄・ミシェイル打倒のためにマリアと一緒にアリティア軍に加入する。敵将ジューコフ将軍を撃破後、ニーナ王女はマルスに、アカネイアの大司祭ミロアの娘・リンダを探してほしいと依頼する。ドルーアに味方するガーネフにミロアが倒された後、リンダはミロアからオーラの魔道書を受け継いだという。
MAP11「ノルダのどれいいちば」
ニーナの祖国であるアカネイア王国に辿り着いたアリティア軍は王城奪還のため進軍する。ゲームの進行次第でノルダの奴隷市場にニーナから依頼されていた人物が見つかることも。
MAP12「アカネイア・パレス」
アカネイア王城にいる司祭のボーゼンさえ撃破すれば王国の奪還を完全なものとできるが、敵は囚われたアカネイアの騎士達を盾にしている。マップ上の牢内にいるアカネイアの騎士を救出しつつ戦わなければならない。制圧後、ニーナはアカネイアの三種の神器である光輝く弓・パルティアをマルスに託す。
MAP13「グルニアのもくばたい」
アリティア王国の前にてシューターの大部隊「グルニアの木馬隊」が行く手を阻む。これらを打ち倒すと敵将ギガッシュが「ブラックナイツ・カミュ」の脅威を言い、息絶える。なお、進軍次第ではMAP12のストーリーに関連したキャラクターが説得するとアストリアを仲間に出来る。
MAP14「かなしみのだいち・グラ」
2年前、アリティア王国と同盟を組んでいたグラ王国の裏切りにより、アリティアの国王・コーネリアスが戦死し、ファルシオン、更にアリティア王国は失われた。そんな因縁のある王国でアリティア軍およびマルスがジオル王に戦いを挑む。ジオルを撃破後、ファルシオンを捜索したが行方が解らず、持ち去ったとの噂がある司祭・ガーネフがいる魔道の国カダインへと進軍する。前のマップである2人を仲間にしていると2人の女性キャラクターが仲間になることもある。ある村では謎の人物が現れ、強力な魔法・トロンを司祭ボアに返却してほしいと託し、「又、会うことになるだろう」と言って去って行ってしまう。
MAP15「まどうのくにカダイン」
魔道の国・カダインへ向かうが、魔道士や司祭、そして飛行ユニットが行く手を阻み、移動の動きを鈍らせる砂漠での戦闘に苦戦する。また、司祭・ガーネフとの戦闘では暗黒魔法・マフーの特殊能力によって身体が硬直し歯が立たない。戦いの後、大賢者・ガトーが魔道を使ってマルスに語りかけ、マフーを破れる魔法・スターライトエクスプロージョンを作成するため、星と光のオーブを持って来るようにと道を示すのだった。
MAP16「アリティアのたたかい」
マルスがアリティア王国を脱出してから2年後、ついに祖国に帰還する時が来た。過去の悲しい思いを胸に、ここから王城奪還への進軍を開始する。2つあるうちどちらかにしか入れない村にそれぞれ仲間になるキャラクターが存在し、更に進軍次第ではマルスに近づいてくる不思議な能力の人物も参戦する。
MAP17「スターロード・マルス」
アリティア城に突撃するアリティア軍。しかし敵将・モーゼスの手によりマルスの母が殺害され、エリスはガーネフの元に送られたことを知った。重い悲しみを抱えながらマルスとアリティア軍は王城奪還に挑む。モーゼスを撃破後、凱旋した王子はアリティアの国民から「スターロード・マルス」と称される。
MAP18「グルニアくろきしだん」
ラーマン神殿にある星と光のオーブを求め、カシミアに辿り着くも、カシミアの大橋にいるグルニア黒騎士団がマルスとアリティア軍に立ちはだかる。進軍次第ではある女性キャラクター2人を仲間にすると、その人物たちに関連した最後のキャラクターが「選ばれし者が使える」アカネイア王家の三種の神器である剣・メリクルを持って来る。
MAP19「マムクート・プリンセス」
魔道書・スターライトに必要な星と光のオーブや大地のオーブなどが眠る宝物庫を目指してラーマン神殿内に少人数で突入する。この神殿には恐ろしい力を持つ女神が存在するという。神殿の敵を撃破後、ニーナはアカネイア王家はほぼ根絶やしにされたが、グルニアの将軍・カミュがニーナだけは助けたこと、これに対してメディウスが親衛隊を差し向けた時に、オレルアン王国にニーナを脱出させた事で彼を憎みきれないことを語り、もう一度逢いたいとマルスに懇願する。進軍次第で以前のマップで「ある人物を探している」と言っていたキャラクターを出撃させて説得させるとボスを倒さずしてクリアーが出来る。
MAP20「ブラックナイツ・カミュ」
マルスとニーナがグルニアの騎士・カミュに「貴殿とは戦いたくない」と説得するも、ドルーアに加担した以上グルニアの騎士として剣を交える責務があると説得を受け入れず戦闘を開始する。カミュを撃破後、ニーナはファイアーエムブレムを託した時に王家が復活した代償に愛する者を失う定めがあるとの伝説を知っており、すでに諦めていたことを告げたのだった。
MAP21「けっせんマケドニア」
マケドニア王国に辿り着いたアリティア軍。しかし、マケドニア竜騎士団が国境でマルス達の前に立ち塞がる。国境制圧後、マルスはガトーから魔道による伝達を受け、マケドニア城の北の村にいるのでそこに星と光のオーブを持参すること、エリスを守る力が限界であること、エリスのいる場所は幻の都テーベであることを知る。
MAP22「てんくうをかけるきし」
マケドニアは山岳地形で飛竜の産地でもある。元々は平和な国であったがミネルバの兄・王子ミシェイルが2人の王女の反対を無視しドルーアに加担したのだ。アリティア軍はミシェイル率いる飛行部隊・地上部隊と戦う。マケドニア城制圧後、姉・エリスの居る、幻の都テーベの場所が判明する。
MAP23「あくのしさいガーネフ」
姉・エリスを救出するためにテーベの神殿に入るも、司祭・ガーネフが4人の分身でマルス達を迎え撃つ。テーベ神殿制圧後、エリスの救出に成功する。母・リーザが死亡したのにエリスだけが生存した理由は、エリスの持つ復活の杖・オームをガーネフが手元に置きたがったためであった。最後の重要アイテムであるマルス専用武器を入手するにはガーネフを倒さなければならないが、進軍次第では4人のガーネフのうち本物を撃破しないでクリアすることになる。
MAP24「マムクートのおうこく」
長きに渡る戦いもようやく終着点が見えた。地竜族・メディウスのいるドルーアにて、最後の戦いの火蓋が切られる。このマップでは復活の杖・オームが使える神殿があるが、復活できるのは1名のみである。
MAP25「えらばれしものたち」
4部隊に分かれメディウスのドルーア城に攻め込んだアリティア軍。しかし、そこにはメディウスの仕掛けた罠があった。窮地に落ちたアリティア軍であったが、それでも最後の戦いに終止符を打つために立ち向かう。このマップを制圧するとゲームクリアとなり、マルスにとって重要な人物の生存の有無で、エピローグに分岐が起こる。他にも仲間にしたキャラクターに応じて、エピローグが追加されていく。

### 世界背景
『紋章の謎』以降から追加された設定に関しては記載しない。
アカネイア王国
アカネイア大陸の諸国を統率する宗主国。大陸で最も歴史があり、後に後述の7つの王国に分裂する。物語のおよそ100年前、ドルーア帝国の侵攻により壊滅的な打撃を受ける。今回のドルーア戦争の勃発により王都パレスは陥落。王女・ニーナ以外の王族は全て処刑される。
アリティア王国
主人公マルスの先祖である英雄・アンリによってアリティアに建国された王国。初代国王・アンリは100年前、神剣ファルシオンを手に地竜王・メディウスを倒す。アンリは英雄と称えられ、地方であったアリティアも王国へと発展した。今回のドルーア戦争が始まり、マルスの父であったコーネリアス王は神剣ファルシオンを携えアカネイア王国の救援へと向かった。グルニアの黒騎士団と戦闘中、同盟国グラの裏切りに遭い壊滅し、現在はマルスとその側近たちが残るのみである。
オレルアン王国
大陸の北東部、最も北に位置する大国。「草原の王国」とよばれることも多く、草原の広がる土地柄で、馬の運用が発達している。狼騎士団の強さは有名である。アカネイア王国とは係わり深い国。今回のドルーア戦争ではマケドニア軍の侵攻に占領されるが、オレルアン王弟・ハーディンはアカネイア王都パレス陥落の際に王女・ニーナをかくまって、反乱軍を興す。それ以来、ゲリラ闘争を繰り返している。
グルニア王国
大陸の南西に位置する王国。騎士の国。カミュ将軍率いる黒騎士団は、大陸最強と名高いグルニアの精鋭部隊である。アカネイア王国に反感を抱いていたグルニアは、国王の気弱さもあり、今回の戦争でドルーア帝国と同盟を結ぶ。しかし、王女・ニーナと恋仲にあるカミュ将軍は、祖国と恋人の間で苦悩する。「木馬隊」なる戦車軍団を有する。
マケドニア王国
ドルーアの南に位置する森林・山岳地帯にある国家で、飛竜・天馬を多く産し、竜騎士団はグルニアの黒騎士団と並び称されるほどの精鋭部隊である。ほかにも、ペガサスナイトからなる白騎士団も存在する。実権がミシェイルに移ると、ドルーアとの同盟を宣言する。王女・ミネルバに謀反の危機を感じたミシェイルは、妹であるマリアを幽閉し反逆を抑えた。
グラ王国
アリティアの東隣に位置する王国。今回の戦争で国王・ジオルは、ドルーアに与して同盟国アリティアを裏切り、アリティア軍を背後から急襲した。
タリス王国
小部族の長であった人物がタリス島の部族を統一し、建国した王国。東大海に浮かぶ島国だが、ガルダなどの東海岸も治める。建国されて間もないため国力は低く、正式な騎士団が無い状態で傭兵に戦力を頼っており、一度は海賊の侵攻で城が陥落している。今回のドルーア戦争によって祖国を追われたアリティアの王子・マルスに、タリス王は惜しみない援助をする。
カダイン
魔道国。大陸西部の砂漠地帯に位置し、魔道を修行する者が集まる魔道学院が設置されている。国交や戦争には無干渉であったが、今回の戦争で暗黒司祭・ガーネフがカダインを制圧したため、ドルーアの手に落ちた。
ドルーア帝国
広大な原生林が広がるアカネイア大陸の南西部のジャングル。この地方の覇者が地竜・メディウスである。メディウスは大陸制覇の野望を抱き、アカネイア大陸に侵攻したが、英雄・アンリによってメディウスは倒され滅亡した。しかし、100年後に永い眠りから覚めたかのようにメディウスが復活し、かつての無念を晴らすかのごとくグルニア王国とマケドニア王国を併合し、ドルーア帝国を復活させた。
カシミア国
アカネイア連邦に属する小国で、大陸とはカシミア海峡にかかる橋で繋がっている。この地には秘宝が眠っているラーマン寺院がある。

## 他機種版
| No. | タイトル                                      | 発売日         | 対応機種           | 開発元                                      | 発売元 | メディア                            | 型式    | 売上本数     | 備考 |
| --- | --------------------------------------------- | -------------- | ------------------ | ------------------------------------------- | ------ | ----------------------------------- | ------- | ------------ | --- |
| 1   | ファイアーエムブレム 紋章の謎                 | 1994年1月21日  | スーパーファミコン | インテリジェントシステムズ                  | 任天堂 | 24メガビットロムカセット            | SHVC-EM | 77万6338万本 | 本作のリメイクとして「暗黒戦争編」を収録 |
| 2   | ファイアーエムブレム 暗黒竜と光の剣           | 2009年10月20日 | Wii                | 任天堂開発第一部 インテリジェントシステムズ | 任天堂 | ダウンロード (バーチャルコンソール) | -       | -            | |
| 3   | ファイアーエムブレム 暗黒竜と光の剣           | 2012年8月1日   | ニンテンドー3DS    | 任天堂開発第一部 インテリジェントシステムズ | 任天堂 | ダウンロード (バーチャルコンソール) | -       | -            | |
| 4   | ファイアーエムブレム 暗黒竜と光の剣           | 2014年6月4日   | Wii U              | 任天堂開発第一部 インテリジェントシステムズ | 任天堂 | ダウンロード (バーチャルコンソール) | -       | -            | |
| 5   | ファミリーコンピュータ Nintendo Switch Online | 2019年3月13日  | Nintendo Switch    | 任天堂                                      | 任天堂 | ダウンロード                        | -       | -            | 2020年4月20日に『ファイアーエムブレム 暗黒竜と光の剣 トライアングルアタックバージョン』 、『ファイアーエムブレム 暗黒竜と光の剣 クライマックスバージョン』という特別版が配信 |

その他として『大乱闘スマッシュブラザーズX』日本版限定の名作トライアルというモードで体験版が収録されている。

## 開発
1991年発売の任天堂公式ガイドブック ファイアーエムブレム百科において
- 新システム「RPGSLG[注釈 30]」について、「普通のシミュレーションゲームでは何だか硬い。純粋に楽しむだけでは感情移入が出来ない。SLGも好きだけどRPGの要素を加味して感情移入出来るようにしたかった。逆にRPGというのは主人公がいつも1人だから、ある程度、作り手の与えられたストーリーでしか展開出来ない」ということを述べた後、「遊ぶ人によって、使うユニットによって展開が変わっているようにシミュレーションを加え、こういうシステムにした」と語っている[20]。
- 「FEの人それぞれの遊び方については、ユニットの使い方、戦略が、人それぞれ違うのでしょうから色々な終わり方になると思うが、プレイすると解ると思いますがどうでも良いキャラクターはあまりいなく、大事にしてやると結構強くなるような事は用意されているため、友人同士と遊んでいて『自分はこんなやりかたでやったんだ』などの自慢の仕方が出来る情報交換が出来る」と述べていた[20]。
- SLGにしては物足りない点という声に関しては、「ゲームセンターでもそうですがマニアの人を中心を考える流れであるが、任天堂製のゲームは最後まで行くのは簡単で誰にでも触れる事がベースであり、SLGの部分では食い足りないとしても全体のゲームバランスが一番大切な事と出来るだけ数字のデータは排除して数値は一切出てこなくても、全体を見た中で『ダメージだ、怖いな』とかの感覚で遊んでもらえれば。ただ子供相手にやっているというのは駄目。子供を馬鹿にしてはいけない。大人は我慢してくれるが子供は我慢してくれない。子供は大人よりも凄い。というのが定説になっている」と述べている[20]。
- ゲームで表現したかったことについては、「もっとドラマティックなものがあってもいいと思って、キャラクターに痛みを感じられるようにと、そのために死んだら生き返れない事に慎重にならざるを得ないようにしたと述べた後、その分、愛情を持って接してあげればそれに報いる結果となります」と語っている[20]。
- 「今作品でやりきれなかった事」については、「マルチプレイヤー的なものにしたくてRPGSLGにしたがまだ一本道だった事と折角沢山のユニットを育てても使えるユニットはごく僅かなため、まだ使いたいという気持ちがあると思う、だからいくつもの同時進行で舞台分けをして色々な展開が出来るものにしたい」と述べていた[20]。
- 任天堂スタッフの秘話では、「『暗黒竜と光の剣』は、構想から3年を費やしている。最初にクリアーしたのは製作に全く関わっていないグラフィックデザイナーであり、ゲームを知らない人でも楽しめて攻略出来るという事が売りですから喜ばしい」ということが記述されている。また、前述の寺崎啓祐は「キャラの個性に注目」。前述の大澤徹は「何度やってもあきません」というコメントを述べている。キャラクターに対しては恋人選びをするほど思い入れが強く、人気キャラクター投票まで記載されている。

1996年発売のファイアーエムブレム・ザ・コンプリートにおいて
- 「ファイアーエムブレムの世界観はどのように生まれたのか?」という質問に、「特に原典となるものは無く、全て作者個人の創作によるものです。強いて言えばギリシャ神話などの影響を多少は受けている」と述べている[20]。
- SLGRPGというジャンルにするにあたって、開発中最も苦心した事に関しては、「SLGはRPGとは違って時間的な連続性を持たない上に、表現出来る情報も少ないため、物語の進行にかなり苦労した。（ゲーム発売後）複雑な世界観をプレイヤーが理解してくれるかと心配したが、多くのプレイヤーが想像力を働かせて理解してくれたようです。FEの特有なクリエイティブな感性を持つプレイヤーのおかげでシナリオSLGという新たなるジャンルの確立が出来た」と述べていた[20]。

## 音楽
サウンドトラック
- 『ファイアーエムブレム -G.S.M NINTENDO 3-』（ポニーキャニオン）
1990年5月21日発売 PCCB-00029
- 『ファイアーエムブレム キャラクター・テーマ集』（日本コロムビア）
1990年9月21日発売 COCA-6675 ※カセットテープ有
作曲：馬場由佳 編曲：林有三 演奏：HAYASHI ORCHESTRA 製作協力：任天堂株式会社（HIROKAZU TANAKA）
『暗黒竜』に収録された音楽をキャラクターのイメージにあわせてアレンジした曲とオリジナルSEメドレーが収録されているゲームミュージックCD。
- 『TOY MUSIC2 FIER EMBLEM』（東芝EMI）
1991年6月26日発売TOTT-5711
題名に『FIRE EMBLEM』と表しているが「ファミコン探偵倶楽部PartII うしろに立つ少女」と「ふぁみこんむかし話 遊遊記」との合同CDである。
- 『FIRE EMBLEM THE BEST1』（ポリスター）
1997年04月25日発売PSCN-5058/9
2枚組CDで『外伝』の曲とセットである。

## スタッフ
- ディレクター：寺崎啓祐（任天堂開発第一部）[注釈 31]
- シナリオ、ゲームデザイナー：加賀昭三（IS）[注釈 32]
- プログラマー：たにまさはる、今西政之、吉田康二、福良啓[注釈 33]
- グラフィック・デザイナー：大澤徹（任天堂開発第一部）[注釈 34]、大西直孝、町田敏、村松敏孝
- 音楽：田中宏和（技術指導、任天堂開発第一部）[1][注釈 35]、馬場由佳（作曲、IS）[1][注釈 36]
- スペシャルサンクス：北西亮一 (IS)、坂下雅史、成広通 (IS)[注釈 37]中村俊之 (IS)、しみずはるひこ
- デバッグ：山上仁志 [21]
- プロデューサー：横井軍平（任天堂）[注釈 38]

## 評価
- ゲーム誌『ファミコン通信』の「クロスレビュー」では合計26点（満40点）[22]、『ファミリーコンピュータMagazine』の読者投票による「ゲーム通信簿」での評価は以下の通りとなっており、23.48点（満30点）となっている[2]。

| 項目 | キャラクタ | 音楽 | 操作性 | 熱中度 | お買得度 | オリジナリティ | 総合  |
| 得点 | 4.10       | 3.84 | 3.70   | 4.02   | 3.83     | 3.99           | 23.48 |

- 東京藝術大学講師時代の石原恒和が上記の『暗黒竜』の攻略本にてコラムを執筆。このゲームのコラムで『ゼルダの伝説』と『ドラゴンクエストIV』に接した時の新しさを感じ、さらに「システム的に超画期的ではない」という前置を述べた後、「登場するキャラクター様々な所に個性がある」「戦争としてのマップではなく長い旅の一場面のマップ」「ファンタジー世界のリアリティが高い」「極めて豊富な種族と性格」「ゲーム舞台の的確な設定」「敵だと思っていたキャラクターが味方についた時の嬉しさと演出」「エンディング」「時間をかけて緻密にゲームシステム作り上げた上にシナリオが良い塩梅で適合させていった粘り強いクリエイターが存在する」「ゲームの出来は若干荒いがウォーシミュレーションを縦糸にRPGを横糸にして、右方の文法引用しあいながら織り上げた織物のようなゲーム」「ウォーシミュレーションでもない、RPGでもないちょっと変わったのめり込み方をするゲームの登場」と述べていた[6]。
- 『ファイアーエムブレムタクティクス』（新紀元社）の著者である梅原隆夫は、『暗黒竜』に関して「パソコンゲームにひけをとらない優れたSLGで良い物は受け入れるまで時間がかかる」「戦略SLGとしてはファンタジーが仇になっているが、優れているファンタジーゲームでもある」「死んだキャラは消えてゆく。苦労を共にした様々な仲間達が死んでいく事は耐えがたい苦痛になり、それは感情移入といっても良い」「ファルシオンで戦うマルスは、最初にダッシュをして斬った後に、鮮やかなバック転を見せてくれる。実に爽快である」「エンディングは良く出来ていて、映画『アメリカン・グラフィティ』を思わせる。続編を匂わせるメッセージもあった。是非とも作って欲しい」と述べていた[9]。
- 『ファミコン30周年 ゲームの歴史を作った選り抜き50作』では、ライター・さやわかが「これまでのSLGのシステムに駒の育成の要素という日本独自のシステムを導入」という理由で選出[23]。

## 関連作品

### 書籍
『ファイアーエムブレムタクティクス』（新紀元社）
1991年3月15日発行 ISBN 4-88317-600-2

### 漫画
複数人により、本作を題材にした漫画作品が発表されている。
『ファイアーエムブレム』（角川書店） 全5巻
佐野真砂輝&わたなべ京
1992年『増刊『ASUKA』ファンタジーDX』新春号から連載を開始し、1997年『ファンタジーDX』7月号で終了したFE漫画。ストーリーはオリジナルゲームの「マルスの旅立ち」から「アカネイア・パレス」まで描かれている。

『ファイアーエムブレム 暗黒竜と光の剣』（エニックス） 全12巻
箱田真紀
『月刊Gファンタジー』連載。マルスの一人称が原作の「僕」でなく「私」であるなど、著者による大胆な解釈とアレンジが加えられている。画集「箱田真紀の世界」には加賀昭三との対談を掲載。

『ファイアーエムブレム』（宝島社） 全1巻
島田ひろかず
『ファミリーコンピュータMagazine』連載。ストーリーはオリジナルゲームの最初から最後まで描かれている。カミュの回は後にコミックマスターエクストラ1号（発行ホビージャパン、企画編集ファミリーソフト）に掲載されたもの。なお、この漫画が最初のFE漫画だと「任天堂公式ガイドブック ファイアーエムブレム紋章の謎」の島田のインタビューで答えている。そのため、服装が『暗黒竜』に準じている。

『ファイアーエムブレム 風の魔道士』（エニックス） 全1巻
上田信舟、1998年3月28日初版発行 ISBN 4-87025-305-4
1992年頃にコミックスーパーファミコンセレクション（辰巳出版）に連載されたものを単行本化。作者のデビュー作でもある。
（以上、4コマ・アンソロジーは除く）

### 小説・ゲームブック
『小説ファイアーエムブレム 暗黒竜と光の剣』（双葉社ファンタジーノベルシリーズ）
山口宏、木川明彦・画、1992年10月26日初版発行 ISBN 4-575-23131-2
『ファイアーエムブレム 幻の王国』（双葉社・ファミコン冒険ゲームブック）
著者：黒トレス 制作：スタジオ・ハード イラスト：さとう・こう、1990年7月12日初版発行 ISBN 4-575-76149-4
別次元に存在する幻の王国・フェルトニアを舞台にマルスが戦う外伝的ストーリーのゲームブック。

### ドラマCD
『電撃CD文庫 ベストゲームセレクション7 ファイアーエムブレム 旅立ちの章』（メディアワークス・電撃CD文庫）
脚本：あかほりさとる 画・中澤一登/臣士れい

『GファンタジーコミックCDコレクション ファイアーエムブレム 暗黒竜と光の剣』（エニックス） Vol.1〜4
箱田真紀のコミカライズが原作。

『ファイアーエムブレム 黎明編/紫嵐編』（BMGビクター）
佐野真砂輝&わたなべ京のコミカライズが原作。文化放送「アニマガパラディ・ドラマワールド」内で放送されたラジオドラマ（全8話）を収録。

### その他

#### 書籍
『ファイアーエムブレム 紋章の謎 暗黒竜と光の剣』（エンターブレイン/ファミ通文庫）
篠崎砂美
本来は『紋章の謎』の小説であるが『暗黒竜』で削除されたキャラクターが登場している。

『ファイアーエムブレム ザ・コンプリート』（NTT出版）
1996年5月20日発行 ISBN 4-87188-822-3
『暗黒竜』『外伝』『紋章の謎』を網羅したファンブック。3作品のキャラクター、アイテム、国の紋章など設定資料集。『ファイアーエムブレム 紋章の謎 (OVA)』の紹介と出演声優のインタビュー。ファンによる投稿などがある。本文イラストに漫画家・田村由美と水玉螢之丞、イラストレーター・寺田克也。漫画に水縞とおる、那州雪絵他が参加している。
ALL OF EIRE EMBLEM ファイアーエムブレム〜紋章の謎〜のすべて（宝島社）
1994年3月28日発行 ISBN 4-7966-0793-5 塩田信行&CB'sプロジェクト編著
『紋章の謎』の攻略・ファンブック。『暗黒竜』で削除されたキャラクターのFC版画像なども掲載されている。
『20th Anniversary ファイアーエムブレム大全』（小学館）
2010年6月1日発売。ISBN 978-4-09-106467-7
FEシリーズ20周年本。『暗黒竜と光の剣』から『新・紋章』まで紹介。
『ファイアーエムブレム　メモリアルブック　アカネイア・クロニクル』（アスキー・メディアワークス）
2010年12月17日発売。ISBN 404868941X
アカネイア大陸作品ファンブック『暗黒竜と光の剣』『紋章の謎』『アカネイア戦記』『新・暗黒竜』『新・紋章』まで紹介されている。
『ファイアーエムブレム0公式ガイド』（徳間書店）
2015年7月24日発売。ISBN 4198639914
カードゲーム『FE0』のガイドブック。『暗黒竜と光の剣』『ファイアーエムブレム 覚醒』のカードが、紹介されている。

#### TCG
『ファイアーエムブレムTCG』（NTT出版）
『紋章の謎』には登場しなかった『暗黒竜』のキャラクターが5-044〜5-049でカード化されている。
『ファイアーエムブレム0』（インテリジェントシステムズ / 任天堂）
『暗黒竜』のキャラクターが第一弾としてカード化されている。

#### クロスオーバー作品
『幻影異聞録♯FE』
ゲーム中に登場するファイアーエムブレムの英雄（ミラージュ）に『暗黒竜と光の剣』のキャラクターが起用されている。新たにボイスの用意されたキャラクターもいる。

## その他の話題
- 『暗黒竜』を愛好した人々
  - 前述の桜井政博は、会社に入社した頃に先輩社員が『暗黒竜』を遊んでいるとき、海賊が無愛想に斧を振る姿を見てすぐに『暗黒竜』を購入したと語っている[26][27] 。ほかにも、『スマッシュブラザーズ』製作のために『ファイアーエムブレム』を遊び込んでいる[28]。
  - 前述の『暗黒竜』を好意的に取り入れたライターの1人として、当時ファミ通のライターであったジョルジョ中治が挙げられる。とくに『暗黒竜』に対しての情熱は業界随一で、この当時ゲーム編集者の立場を利用してFEの面白さを吹聴し、その過程で『FE教団』という架空の団体を設立したうえに教祖と名乗り、イエス・キリストの仮装をして任天堂に訪問し、開発者のインタビューしたと語っている。2007年以降『FE教団』は消滅しているが、その教義はプレイヤーの胸にあると記述されている[29]。
  - 上記の「各種メディア関連商品」の佐野真砂輝&わたなべ京は、FE漫画単行本第1巻の後書き「AMUSE PRESS2」において、『暗黒竜』にはまったエピソードがある。詳細はファイアーエムブレム (佐野真砂輝&わたなべ京の漫画)#その他の話題を参照。
  - プロレスラーの三沢光晴がお気に入りのゲームに『暗黒竜』を挙げている[30]。
  - ゲームリパブリック社長・岡本吉起は、「ファミコンに関するお気に入りの一品」で『暗黒竜』を挙げている[31]。